# Aarik Wilson
Aarik Wilson (né le 25 octobre 1982 à Fallon) est un athlète américain, spécialiste du triple saut.

## Carrière
Il réalise son meilleur saut avec 17,58 m (+1,6) au Crystal Palace de Londres en 2007.

### Palmarès
| Date | Compétition                          | Lieu       | Place | Performance |
| ---- | ------------------------------------ | ---------- | ----- | ----------- |
| 2008 | Championnats des États-Unis en salle | États-Unis | 1er   | 16,91 m     |
| 2007 | Championnats des États-Unis en salle | États-Unis | 1er   | 17,28 m     |